# Skiltvakta
Skiltvakta är en kulle i Antarktis. Den ligger i Östantarktis. Norge gör anspråk på området. Toppen på Skiltvakta är 1 394 meter över havet.
Terrängen runt Skiltvakta är platt åt nordost, men åt sydväst är den kuperad. Trakten är obefolkad. Det finns inga samhällen i närheten.